# Brygida Kolenda-Łabuś
Brygida Kolenda-Łabuś (ur. 12 maja 1950 w Polanicy-Zdroju) – polska prawniczka, urzędniczka samorządowa i polityk, w latach 2002–2011 wiceprezydent Kędzierzyna-Koźla, posłanka na Sejm VII kadencji.

## Życiorys
Z wykształcenia prawniczka, studiowała na Uniwersytecie Marii Curie-Skłodowskiej w Lublinie. Od 1975 do 1990 pracowała w Robotniczej Spółdzielni Mieszkaniowej Chemik w Kędzierzynie-Koźlu, następnie do 2001 w Banku Przemysłowo-Handlowym. Przez kilka lat była arbitrem przy Urzędzie Zamówień Publicznych.
W 2002 z ramienia SLD-UP i w 2006 z ramienia LiD uzyskiwała mandat radnej Kędzierzyna-Koźla. Pozostawała bezpartyjna, w 2002 prezydent tego miasta Wiesław Fąfara powołał ją na stanowisko swojego zastępcy. Funkcję tę pełniła nieprzerwanie do 2011. Kierowała zarządem Związku Międzygminnego Czysty Region w Kędzierzynie-Koźlu, była wiceprzewodniczącą jednej z komisji Związku Miast Polskich.
W wyborach parlamentarnych w 2011 uzyskała mandat poselski jako bezpartyjna kandydatka z listy Platformy Obywatelskiej, otrzymując 10 411 głosów w okręgu opolskim. Po wyborach wstąpiła do PO. W wyborach w 2015 nie uzyskała reelekcji. W 2018 i 2024 była wybierana na radną sejmiku opolskiego.
W 2010 otrzymała Srebrny Krzyż Zasługi.